# Xanthorhoe satanaria
Xanthorhoe satanaria är en fjärilsart som beskrevs av Aubert 1962. Xanthorhoe satanaria ingår i släktet Xanthorhoe och familjen mätare. Inga underarter finns listade i Catalogue of Life.